# 橋本実麗
橋本 実麗（はしもと さねあきら）は、江戸時代後期の公卿。官位は正二位・大納言。

## 経歴
権大納言・橋本実久の子として誕生。公武合体政策の一環として、姪の和宮と14代将軍・徳川家茂との婚姻対策が持ち上がった際には、妹で和宮の生母・観行院（橋本経子）と共に反対したが、たび重なる幕府の要求に和宮が折れ、和宮と家茂との婚姻が成立した。その条件として、和宮が江戸での生活に不測の事態が起きた場合には、京都より実麗を江戸に呼び寄せることを条件とした五箇条を幕府に認めさせた。

## 系譜
- 父：橋本実久（1790-1857）
- 母：家女房
- 正室：萩原静子（1818-1888） - 萩原員維の娘
  - 長女：橋本麗子（1835-1889） - 東坊城夏長正室
  - 次女：松子（? - 1857） - 池尻胤房正室
- 養子
  - 橋本実梁（1834-1885） - 小倉輔季の子。谷衛昉の四女定子と結婚。息子・実頴が19代目当主となる。
  - 橋本夏子（1856-1873） - 東坊城夏長と橋本麗子の次女。明治天皇典侍